# Paphiopedilum ciliolare
Paphiopedilum ciliolare es una especie de planta perteneciente a la familia Orchidaceae. Es endémica de Filipinas. Su hábitat natural son las selvas húmedas bajas tropicales o subtropicales. Está tratada en peligro de extinción por pérdida de hábitat.

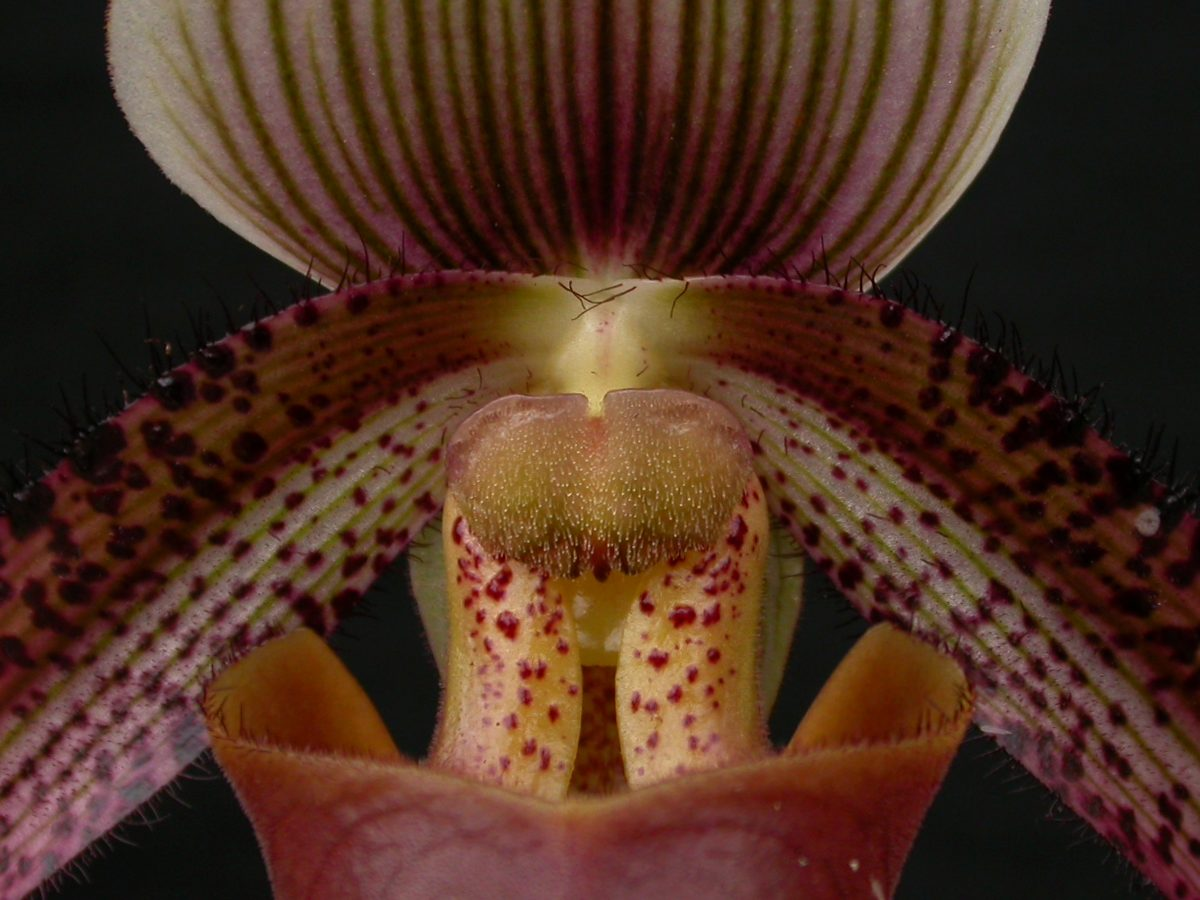
Detalle de la flor

## Descripción
Es una orquídea con hábito terrestre con hojas estrechamente oblongas o elíptico-oblongas de color verde oscuro y pálido con una inflorescencia terminal de una sola flor, pubescente, erecta de a unos 25 cm de larga y con una bráctea ovada cubriendo 1/4 de ovario. Es una flor de verano, que prefiere el clima frío a caliente.

## Distribución y hábitat
Se encuentra en las Filipinas en elevaciones de 300 a 1830 metros.

## Taxonomía
Paphiopedilum ciliolare fue descrita por (Rchb.f.) Berthold Stein y publicado en Orchideenbuch 462. 1892.
Etimología
El nombre del género viene de « Cypris», Venus, y de "pedilon" = "zapato" o "zapatilla" en referencia a su labelo inflado en forma de zapatilla.
ciliolare; epíteto latino que significa "peluda" se refiere a los pelos que se encuentran en la bolsa.
Sinonimia
- Cordula ciliolaris (Rchb.f.) Rolfe
- Cypripedium ciliolare Rchb.f.
- Cypripedium ciliolare var. miteauanum Linden
- Cypripedium miteauanum L.Linden & Rodigas
- Paphiopedilum ciliolare var. miteauanum (Linden) Pfitzer
- Paphiopedilum superbiens subsp. ciliolare (Rchb.f.) M.W.Wood[4][5]